# Grewia sclerophylla
Grewia sclerophylla là một loài thực vật có hoa trong họ Cẩm quỳ. Loài này được Roxb. ex G.Don mô tả khoa học đầu tiên năm 1831.